# Multicrustacea
Klada Multicrustacea predstavlja najveću superklasu rakova, koja sadrži približno četiri petine svih opisanih vrsta rakova, uključujući krabe, jastoge, rakove, škampe, kril, kozice, mokrice, usonoge, kopepode, amfipode, ustonožce i druge. Najveća grana multicrustacea je klasa Malacostraca (vidi ispod).

## Klasifikacija
Superklasa Multicrustacea Regier, Shultz, Zwick, Hussey, Ball, Wetzer, Martin & Cunningham, 2010 
- †Familija Priscansermarinidae Newman, 2004
- Klasa Copepoda Milne-Edwards, 1840 - Kopepodi [а]
  - Podklasa Neocopepoda Huys & Boxshall, 1991
    - Nadred Gymnoplea Giesbrecht, 1882
      - Red Calanoida Sars GO, 1903

    - Nadred Podoplea Giesbrecht, 1882
      - Red Cyclopoida Burmeister, 1834
      - Red Gelyelloida Huys, 1988
      - Red Harpacticoida G. O. Sars, 1903
      - Red Misophrioida Gurney, 1933
      - Red Monstrilloida Sars, 1901
      - Red Mormonilloida Boxshall,1979
      - Red Polyarthra Lang, 1944  (=Canuelloida Khodami, Vaun MacArthur, Blanco-Bercial & Martinez Arbizu, 2017 )
      - Red Siphonostomatoida Thorell, 1859

  - Podklasa Progymnoplea Lang, 1948
    - Red Platycopioida Fosshagen, 1985
- Klasa Thecostraca Gruvel, 1905[7][а]
  - Podklasa Ascothoracida Lacaze-Duthiers, 1880
    - Red Dendrogastrida Grygier, 1987
    - Red Laurida Grygier, 1987

  - Podklasa Cirripedia Burmeister, 1834
    - Infraklasa Acrothoracica Gruvel, 1905
      - Red Cryptophialida Kolbasov, Newman & Hoeg, 2009
      - Red Lithoglyptida Kolbasov, Newman & Hoeg, 2009

    - Infraklasa Rhizocephala Müller, 1862
    - Infraklasa Thoracica Darwin, 1854
      - Nadred Phosphatothoracica Gale, 2019
        - Red Iblomorpha Buckeridge & Newman, 2006
        - †Red Eolepadomorpha Chan et al., 2021

      - Nadred Thoracicalcarea Gale, 2015
        - Red Balanomorpha Pilsbry, 1916
        - Red Calanticomorpha Chan et al., 2021
        - Red Pollicipedomorpha Chan et al., 2021
        - Red Scalpellomorpha Buckeridge & Newman, 2006
        - Red Verrucomorpha Pilsbry, 1916
        - †Red Archaeolepadomorpha Chan et al., 2021
        - †Red Brachylepadomorpha Withers, 1923

  - Podklasa Facetotecta Grygier, 1985
- Klasa Tantulocarida Boxshall & Lincoln, 1983
  - Familija Basipodellidae Boxshall & Lincoln, 1983
  - Familija Cumoniscidae Nierstrasz & Brender à Brandis, 1923 (=Deoterthridae Boxshall & Lincoln, 1987)
  - Familija Doryphallophoridae Huys, 1991
  - Familija Microdajidae Boxshall & Lincoln, 1987
  - Familija Onceroxenidae Huys, 1991
- Klasa Malacostraca Latreille, 1802
  - Podklasa Eumalacostraca Grobben, 1892
    - Nadred Eucarida Calman, 1904
      - Red Decapoda Latreille, 1802 - krabe, jastozi, rakovi, škampi i kozici (obuhvata bivši red Amphionidacea Williamson, 1973)
      - Red Euphausiacea Dana, 1852 - kril

    - Nadred Peracarida Calman, 1904
      - Red Amphipoda Latreille, 1816 - amfipodi, gamari
      - Red Bochusacea Gutu & Iliffe, 1998
      - Red Cumacea Krøyer, 1846 - cumaceae
      - Red Ingolfiellida Hansen, 1903
      - Red Isopoda Latreille, 1817 - izopodi
      - Red Lophogastrida Sars, 1870 - lofogastridi
      - Red Mictacea Bowman, Garner, Hessler, Iliffe & Sanders, 1985 - mictacés
      - Red Mysida Haworth, 1825 - mysidacés
      - †Red Pygocephalomorpha
      - Red Spelaeogriphacea Gordon, 1957 - spelaeogriphaceae
      - Red Stygiomysida Tchindonova, 1981 - stygiomysides
      - Red Tanaidacea Dana, 1849 - tanaidaceae
      - Red Thermosbaenacea Monod, 1927 - thermosbaenaceae

    - Nadred Syncarida Packard, 1879
      - Red Anaspidacea Calman, 1904
      - Red Bathynellacea Chappuis, 1915
      - †Red Palaeocaridacea Brooks, 1962 

  - Podklasa Hoplocarida Calman, 1904
    - Red Stomatopoda Latreille, 1817

  - Podklasa Phyllocarida Packard, 1879
    - †Red Archaeostraca Claus, 1888
    - †Red Canadaspidida Novozhilov, 1960
    - †Red Hoplostraca Schram, 1973
    - †Red Hymenostraca Rolfe, 1969
    - Red Leptostraca Claus, 1880
    - †Rod Nothozoe Barrande, 1872
- Incertae sedis
  - Red Cyclida

Napomene:
1. 1 2  Klasa Hexanauplia Oakley, Wolfe, Lindgren & Zaharof, 2013 je predloženo za kopepode i tekopode, ali nije podržana kasnijim studijama.[6]

## Galerija
- Copepod
- Sacculina Sacculina carcini (Rhizocephala) parazit kraba.
- Anew Lepas anatifera (Lepadiformes)
- Balth Chthamalus stellatus (Sessilia)
- Pollicipes polymerus (Scalpelliformes)
- Amphionides reynaudii .
- Kraba Cancer bellianus (Eucarida)
- Antarktički kril Euphausia superba (Euphausiacea)
- Atylus swammerdami (Amphipoda)
- Diastylis bradyi (Cumacea)
- Bathynomus doederleinii (Isopoda)
- Gnathophausia zoea (Lophogastrida)
- Mictocaris halope (Mictacea)
- Gastrosaccus spinifer (Mysida)
- Tanaissus lilljeborgi (Tanaidacea)
- Tethysbaena ophelicola (Thermosbaenacea)
- Anaspidacea
- Odontodactylus scyllarus (Stomatopoda)
- Nebalia bipes (Leptostraca)

## Taksonomske reference
- World Register of Marine Species : taxon Multicrustacea Regier Shultz Zwick Hussey, Ball, Wetzer, Martin & Cunningham, 2010 ( + class list + orders list)
- Tree of Life Web Project : Multicrustacea
- Catalog of Life : Multicrustacea
- IUCN : taxon Multicrustacea

## Napomene
1. ↑ World Register of Marine Species, accessed 13 April 2016